# Dreußen
Dreußen ist ein Teil der Agglomeration von Zschöpel, einem Ortsteil der Gemeinde Ponitz im Landkreis Altenburger Land in Thüringen.

## Lage
Aufgrund der Lage im Tal der Pleiße südlich des alten sorbischen Ortskernes von Zschöpel auf einer Erhebung von ungefähr 240 Metern NN wird Dreußen als Unterdorf Zschöpels bezeichnet. Seine Flur befindet sich ebenfalls im Altenburger Lösshügelland.

## Geschichte
Am 6. Mai 1296 wurde das Dorf erstmals urkundlich genannt. Es ist eine sorbische Gründung und leitet sich von Druzk bzw. Druznik, was so viel wie Kamerad oder Genosse bedeutet, ab. Dreußen besaß ab 1790 einen eigenen Gasthof, der außerdem als Schmiede diente. Um 1860 wurden Erweiterungsbauten errichtet. Am 18. April 1883 brannten die Gebäude allerdings durch Brandstiftung ab. So wurde im gleichen Jahr der 1999 abgerissene Gasthof Dreußen erbaut. Die Gastwirtschaft wurde in den 1960er Jahren aufgegeben, die Schmiede 1958. Bis 1954 wurde der Saal des Gasthofes von der Strumpffabrik Horstmann aus Meerane genutzt, danach bis 1971 von der LPG Typ III Mitschurin Ponitz. Von 1978 bis 1992 war die Großhandelsgesellschaft (GHG) Haushaltswaren Gera, Betriebsteil Zschöpel darin untergebracht.
Dreußen gehörte zum wettinischen Amt Altenburg, welches ab dem 16. Jahrhundert aufgrund mehrerer Teilungen im Lauf seines Bestehens unter der Hoheit folgender Ernestinischer Herzogtümer stand: Herzogtum Sachsen (1554 bis 1572), Herzogtum Sachsen-Weimar (1572 bis 1603), Herzogtum Sachsen-Altenburg (1603 bis 1672), Herzogtum Sachsen-Gotha-Altenburg (1672 bis 1826). Bei der Neuordnung der Ernestinischen Herzogtümer im Jahr 1826 kam der Ort wiederum zum Herzogtum Sachsen-Altenburg.
Dreußen gehörte zur Gemeinde Zschöpel. Nach der Verwaltungsreform im Herzogtum gehörte Dreußen bezüglich der Verwaltung zum Ostkreis (bis 1900) bzw. zum Landratsamt Ronneburg (ab 1900). Das Dorf gehörte ab 1918 zum Freistaat Sachsen-Altenburg, der 1920 im Land Thüringen aufging. 1922 kam Dreußen zum Landkreis Altenburg.
Mit der Eingemeindung von Zschöpel nach Ponitz wurde Dreußen am 1. Juli 1950 ein Ortsteil von Ponitz. Bei der zweiten Kreisreform in der DDR wurden 1952 die bestehenden Länder aufgelöst und die Landkreise neu zugeschnitten. Somit kam Dreußen als Ortsteil von Ponitz mit dem Kreis Schmölln an den Bezirk Leipzig, der seit 1990 als Landkreis Schmölln zu Thüringen gehörte und bei der thüringischen Kreisreform 1994 im Landkreis Altenburger Land aufging.

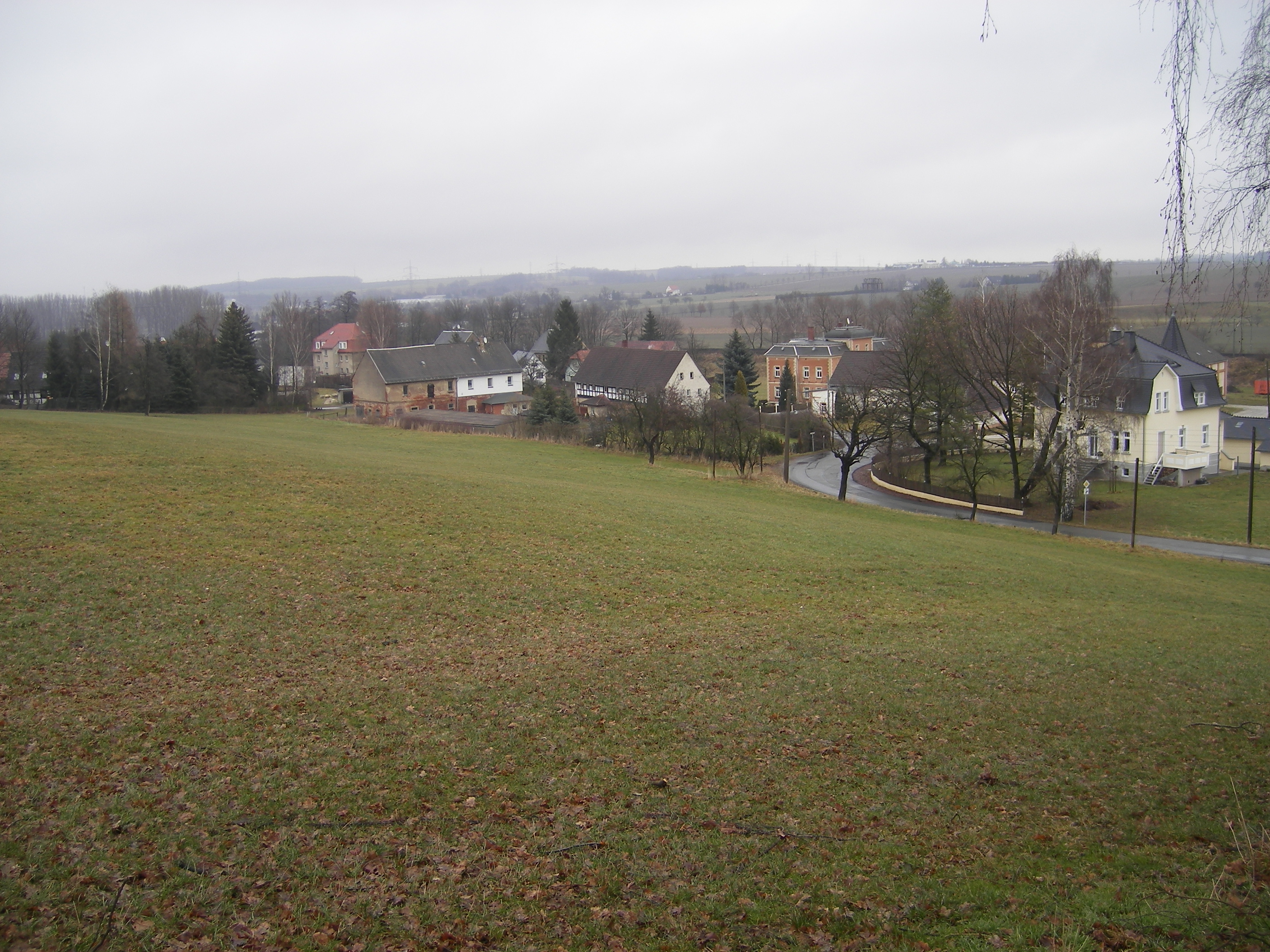
Dreußen von Südwesten gesehen
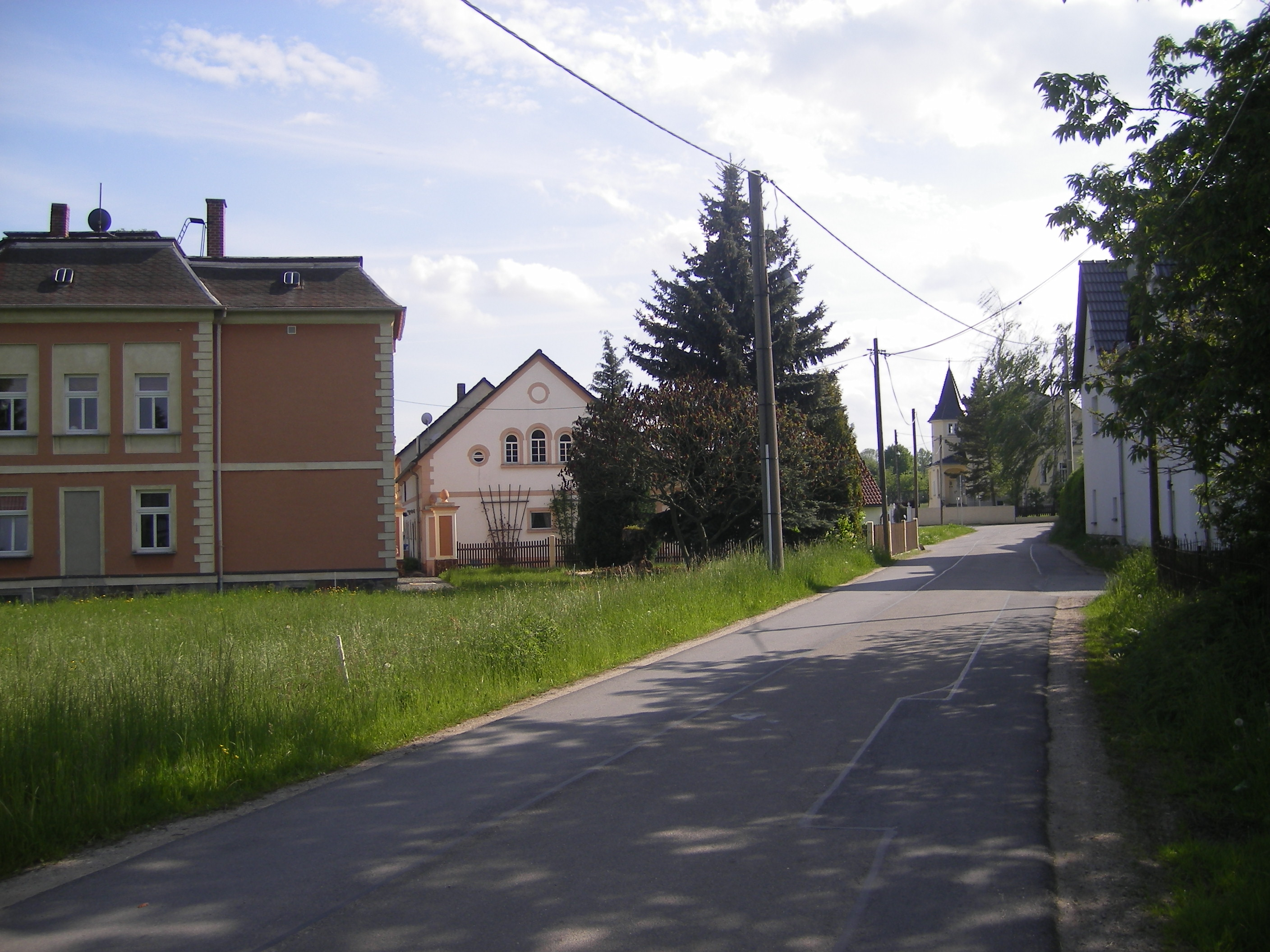
Nitzschkaer Straße mit Blick zur Villa Dreußen